# Lotto (zespół muzyczny)
Lotto – polski zespół alternatywno-noisowo-improwizowanej, założony w 2012 roku w Gdańsku. Trio składa się z Mike'a Majkowskiego (kontrabas), Łukasza Rychlickiego (gitara) oraz Pawła Szpury (perkusja). Ich druga płyta Elite Feline została uznana za płytę roku 2016 w rankingach „Gazety Wyborczej” i portalu Beehy.pe.
Zespół LOTTO występował m.in. z zespołem The Necks, na międzynarodowych festiwalach takich jak: Konfrontationen w Nickelsdorfie, Jazz Jantar w Gdańsku, KRAAK Festival w Aalst w Belgii, Festival Densités we Francji i Enjoy Jazz w Heidelbergu.

## Dyskografia
- Ask the Dust (2013)
- Elite Feline (2016)
- VV (2017)